# Pentobesa pinna
Pentobesa pinna är en fjärilsart som beskrevs av Druce 1887. Pentobesa pinna ingår i släktet Pentobesa och familjen tandspinnare. Inga underarter finns listade i Catalogue of Life.